# Eleição legislativa da França em 1951
As eleições legislativas de 1951 da Quarta República Francesa foram realizadas dia 17 de Junho e, serviram para eleger os 625 deputados para a Assembleia Nacional.
Os resultados eleitorais deram a vitória, em termos de votos, ao Partido Comunista Francês, que voltou a ser o partido mais votado com 25,9% dos votos. Em segundo lugar ficaram os gaullistas da União do Povo Francês, que conquistaram 21,7% dos votos. Isto significou que, cerca de 48% dos votos foram para partidos que se opunham ao sistema parlamentar, embora por questões diferentes, dado que o PCF defendia um regime comunista e os gaullistas defendiam um sistema presidencialista.
Apesar deste sucesso dos partidos anti-sistema, os partidos da "Terceira Força", aliança que unia democratas-cristãos, socialistas, radicais e conservadores, conseguiram a maioria parlamentar, apesar de, o partido mais votado da aliança ter sido o SFIO, com, apenas, 14,5% dos votos.
Graças a maioria parlamentar conseguida, o governo da "Terceira Força" continuou no poder, e, assim, impedindo comunistas e gaullistas de chegar ao poder.

## Resultados oficiais

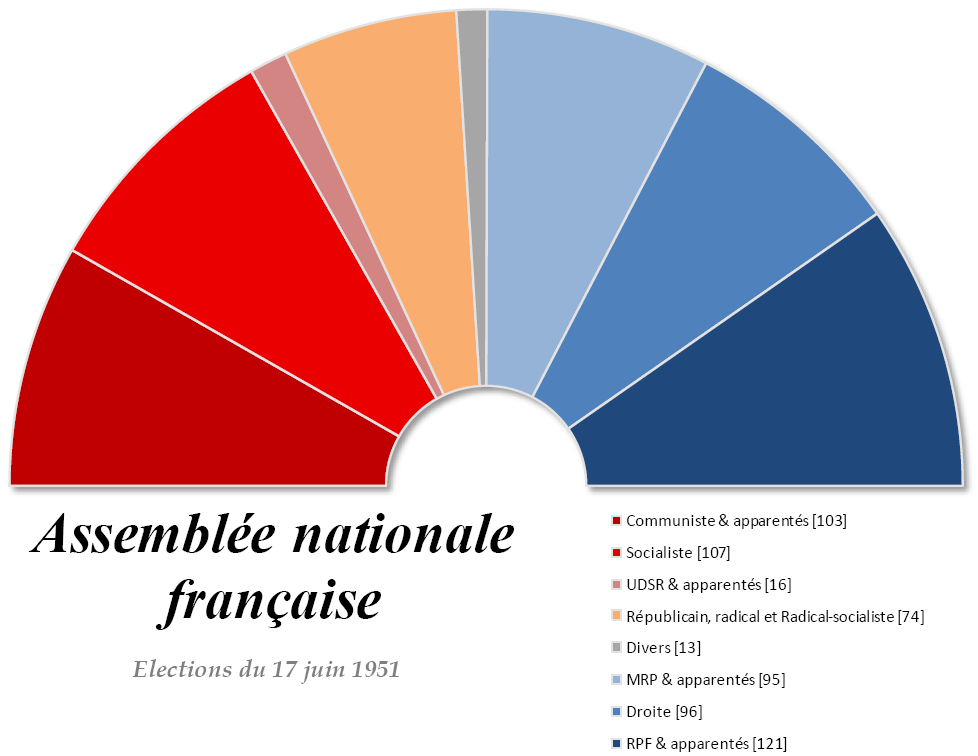
Assembleia Nacional após as eleições

| Partido                 | Partido                                           | Votos      | %               | +/-   | Deputados | +/-   |
| ----------------------- | ------------------------------------------------- | ---------- | --------------- | ----- | --------- | ----- |
|                         | Partido Comunista Francês                         | 4 910 547  | 25,89 / 100,00  | 2,37  | 103 / 625 | 79    |
|                         | União do Povo Francês                             | 4 125 492  | 21,75 / 100,00  | 18,72 | 121 / 625 | 121   |
|                         | Secção Francesa da Internacional Operária         | 2 744 842  | 14,47 / 100,00  | 3,40  | 107 / 625 | 5     |
|                         | Centro Nacional de Independentes e dos Camponeses | 2 656 995  | 12,83 / 100,00  | 0,11  | 96 / 625  | 24    |
|                         | Movimento Republicano Popular                     | 2 369 778  | 12,49 / 100,00  | 13,47 | 94 / 625  | 79    |
|                         | União dos Radicais de Esquerda                    | 1 887 583  | 11,13 / 100,00  | 0,01  | 90 / 625  | 21    |
|                         | Outros                                            | 271 797    | 1,43 / 100,00   | 0,63  | 15 / 625  | 14    |
| Votos Inválidos         | Votos Inválidos                                   | 541 591    | 2,75 / 100,00   | 0,90  |           |       |
| Total                   | Total                                             | 19 670 655 | 100,00 / 100,00 |       | 625 / 625 | 2     |
| Eleitorado/Participação | Eleitorado/Participação                           | 24 550 523 | 80,12 / 100,00  | 2,07  |           |       |
| Fonte                   | Fonte                                             | [ 2 ]      | [ 2 ]           | [ 2 ] | [ 2 ]     | [ 2 ] |